# メスカリン
メスカリン (3,4,5-トリメトキシフェネチラミン、3,4,5-trimethoxyphenethylamine) は、フェネチルアミン系の幻覚剤である。
名称はメスカレロ・アパッチが儀式の際に使用したことに由来する。なお、リュウゼツランを主原料とするメキシコの蒸留酒『メスカル(Mezcal)』とは無関係である。
1971年の向精神薬に関する条約によって国際的に規制され、日本では法律上の麻薬に指定されている。

## 概要
ペヨーテ等の一部のサボテンに含まれる成分であり、硫酸メスカリンとして化学的に合成することもできる。
サボテンから得られる形で、ウイチョル族などアメリカ大陸の先住民が古くから用いてきており、アメリカ合衆国でもネイティブ・アメリカン・チャーチが信仰の上で使用することが認められている。
向精神薬に関する条約によって国際的に規制され、日本でも法律上の麻薬に指定されているが、日本では含有する植物自体に対する規制はない。

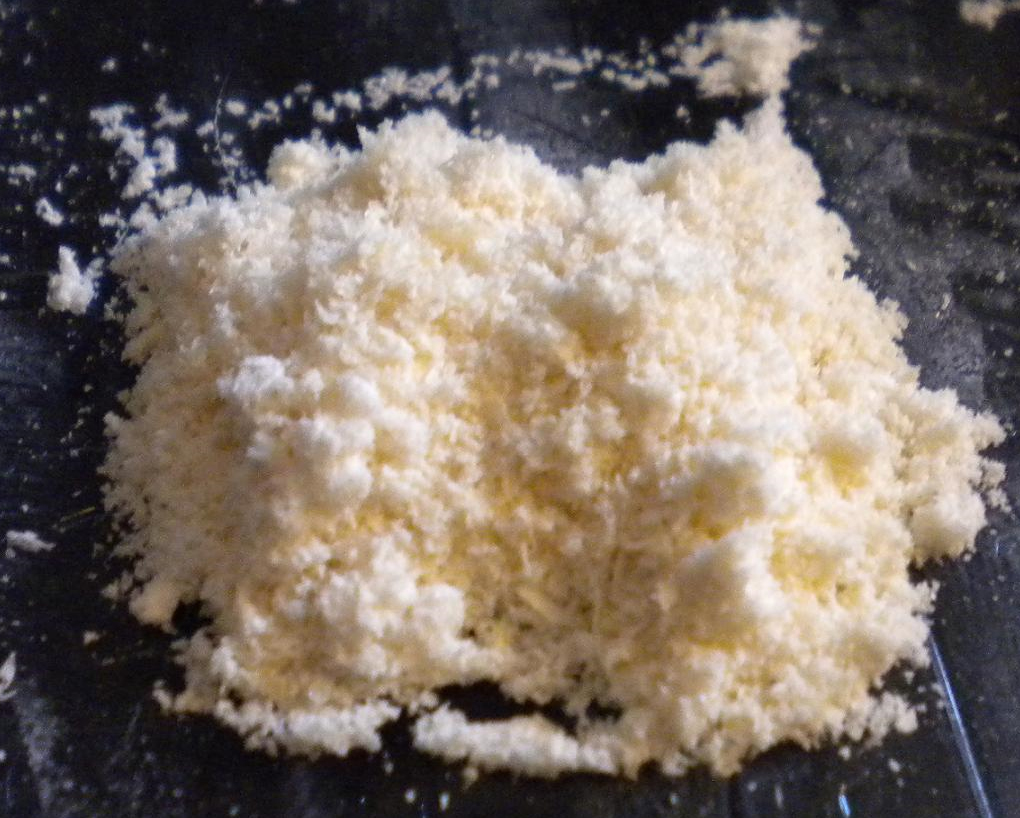
サボテンから抽出された天然のメスカリン。

## 歴史
メスカリンは古くからアメリカ大陸の原住民に用いられてきた。ペルーの北部のアンデス山脈に紀元前900年から200年に栄えたチャビン文化で、サンペドロと呼ばれるサボテン（多聞柱、学名Echinopsis pachanoi）が用いられてきたとされる。16世紀の『ヌエバ・エスパーニャ諸事物概史』（スペイン語原題: Historia general de las cosas de Nueva España）には、チチメカ族は幻覚を伴う陶酔を起こすサボテンのペヨーテを常日頃食べているために、彼らはとても強く、勇気があり、そしてまた、そのために彼らはあらゆる危険から守護されると信じている、と記されている。メキシコのウイチョル族には、ペヨーテを食べることで現れる、火の神タテワリが与える神話的なヴィジョンを描くという文化がある。

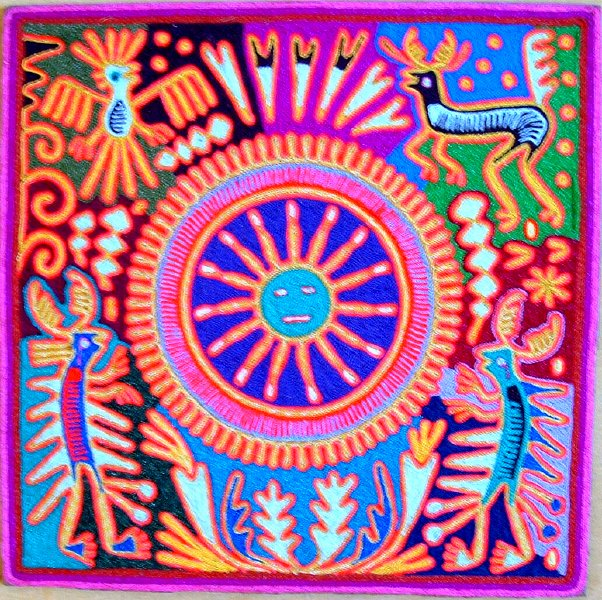
メキシコ、ウイチョル族の毛糸絵であるニエリカは、幻覚性のサボテンであるペヨーテがもたらす、至高神タテワリが与えるという神話的ヴィジョンを描いている[6]。

白人が注目するのは19世紀末で、1886年にドイツの薬学者レーヴィンがペヨーテを報告、1891年にアメリカ合衆国の少数民族を扱う行政機関の役人であるジェームズ・ムーニーが、南部を視察した際に霊薬と呼ばれる「メスカル」をワシントンに持ち帰り、医師のプレンティスとモーガンが1895年に効果を報告、翌96年にはアメリカのウィア・ミッチェルがその主成分メスカリンを服用し、星のような閃光が無数にきらめき、光輝燦然（さんぜん）たるヴィジョンを見たと報告した。ミッチェルの報告はイギリスのBMJに掲載され、翌97年にはイギリスの精神医学者ハヴェロック・エリスがメスカリンの自己投与実験を行い『ランセット』6月号や他の雑誌に掲載された。メスカリンは1897年にドイツ人化学者アルトゥール・ヘフター (Arthur Heffter) によって単離され、1919年には同じくドイツのエルンスト・シュペートにより化学的に合成された。
1901年を境に、ペヨーテの信仰とキリスト教が混交したネイティブ・アメリカン・チャーチがアメリカ西部に勢いを持って広まっていくことになる。定型化された儀式を持ち、メスカリンが宗教体験を起こすという現実は、民俗学者や宗教心理学者の興味をそそった。
作家のオルダス・ハクスリーは、著書『知覚の扉』（1954年）でメスカリンの体験を報告し、彼は非自我の境地からの逸話を記し、無限の意味に満たされている、宇宙のすべてを知覚するといった感想を抱かせ、また幼き頃の知覚の純粋さを蘇らせた。アンリ・ミショーは、『みじめな奇蹟』（1956年、体験は1954年）でメスカリン体験を報告し、彼も自我を喪失したが宇宙へと融けこんでいくのではなく、ハクスリーとは対比的に単に自分であるという防壁を壊されたと感じた。
アレクサンダー・シュルギンは、1960年、ダウ・ケミカルで研究者だった頃、メスカリンを飲み、その衝撃から幻覚剤の研究に身を捧げることとなった。TMAなどのトリメトキシアンフェタミンのような数々のデザイナードラッグを合成し、メスカリンと共にPiHKALに合成方法、効果などを記した。

## 合成
メスカリンは通常3,4,5-トリメトキシベンズアルデヒドを元に合成される 。

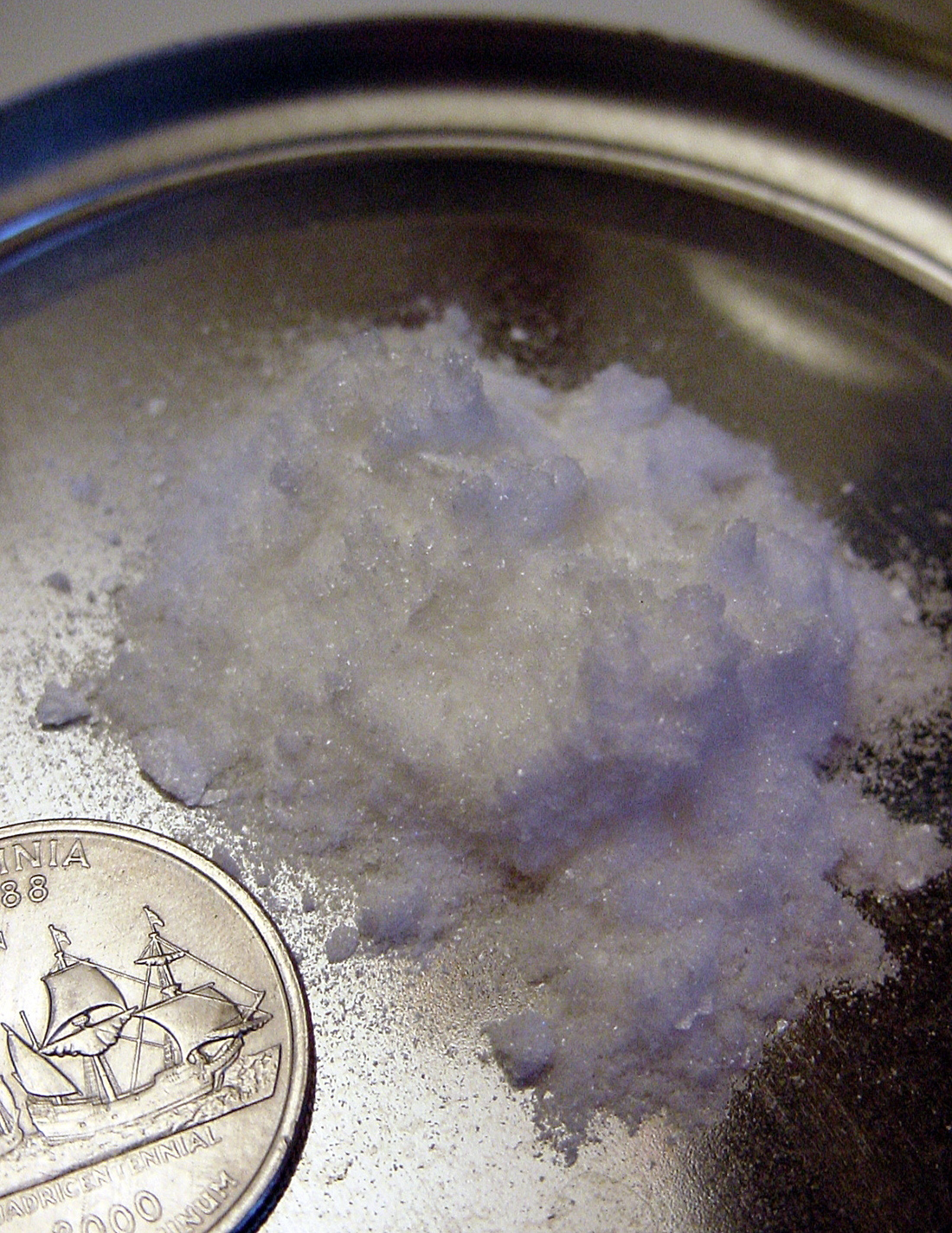
合成されたメスカリン。
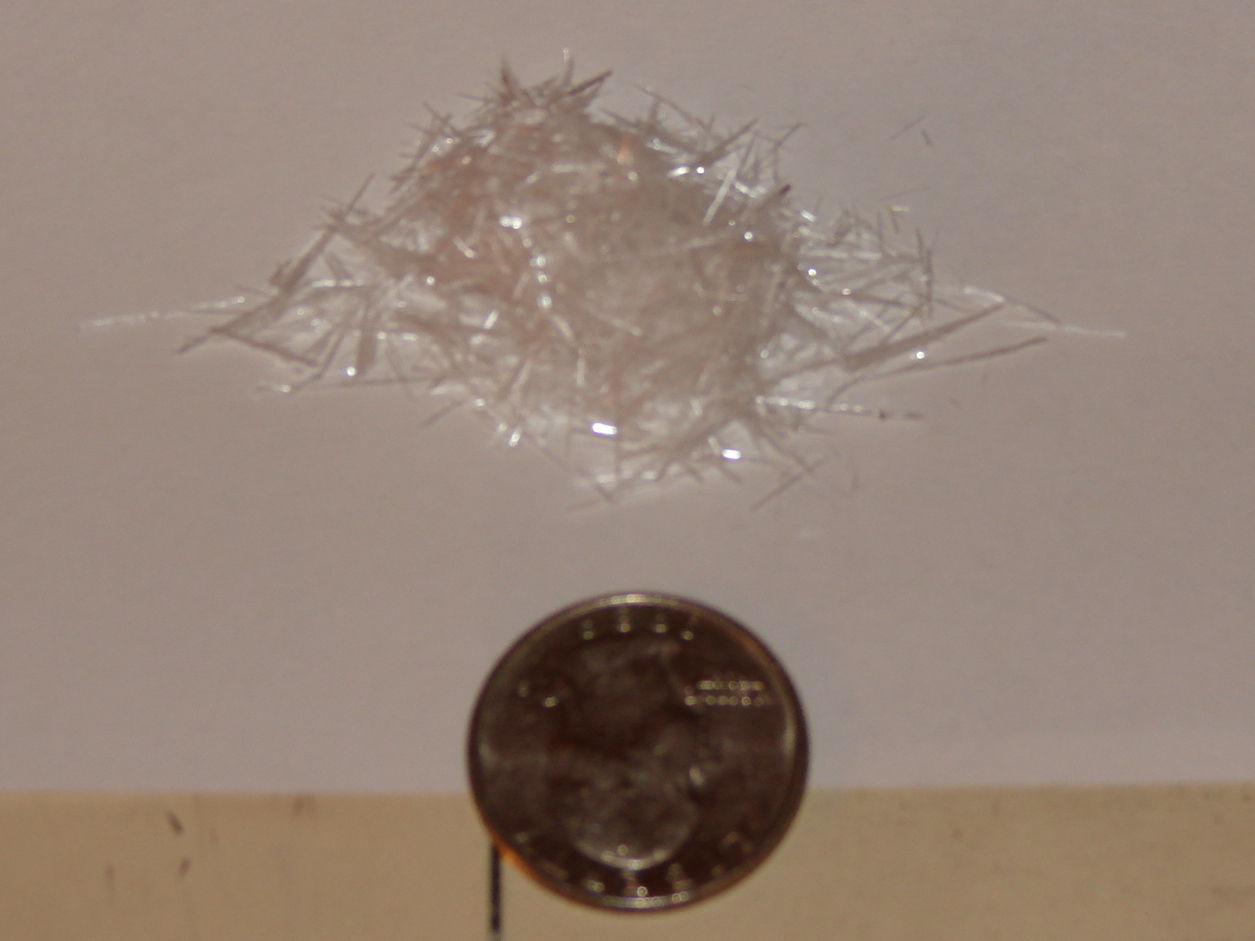
硫酸メスカリンを再結晶化したもの。

## 薬理
ヒトにおける効果的な摂取量は、200-400mg であり (3.75 mg/kg) 、長ければ12時間程度効果が持続する。身体依存はないが、中程度の精神依存があるとされる 。
薬理作用の機序としては脳内セロトニン系の抑制、NMDA作用の抑制が唱えられている。
リゼルグ酸ジエチルアミド(LSD)あるいはシロシビンと同時に摂取した場合、類似の構造をもつ物質であるために交差耐性ができる。

## 作用
経口的に用いられることがほとんどで、服用後異様な精神状態になり、典型的には視覚的幻覚を伴う。「トリップ」と呼ばれる状態である。作用は服用前の状態等に左右され、発作的に不機嫌になる、激昂するなどもおきる。しばしば気分のよい浮遊感や光輝感を得るが、逆に不安や抑鬱をもたらすこともある（バッドトリップ）。
ウィニベイゴ族への現地調査では、体験の特徴は、ヴィジョンを見せること、自我の溶解、そして生理学的・心理学的に害がないということである。
生涯におけるメスカリンやペヨーテの使用は、精神科の薬が処方されることが少ないことに関連している。メスカリンやLSDの幻覚は統合失調症的なものではなく、メスカリンでは美しい色が変幻するとか時空間が変化する。
メスカリンは、次のような作用を起こすことがある。
快感を伴う副作用
- 目を閉じたままで創造的な視覚体験が得られる
- 新しい思考過程
- 夢のような展開
- 多幸感
- 神秘体験

中立的な副作用
- 散瞳
- 温感や冷感

不快感を伴う副作用
- 目眩
- 嘔吐
- 頻脈
- 頭痛
- 不安
- 死にそうな、絶滅しそうな感じ
- 通常の意識に戻れないという不安感

## 法的位置づけ
メスカリンは、アメリカ合衆国で1970年に非合法化され、1971年の向精神薬に関する条約によって国際的に禁止されるようになった。日本では、麻薬及び向精神薬取締法における麻薬の指定を受けている。
アメリカでは、アメリカ先住民宗教自由法に基づき、ネイティブ・アメリカン・チャーチの儀式でのペヨーテの使用が認められている。
日本におけるメスカリン含有サボテンの販売規制などはない。

## メスカリンを利用した有名人
- エルンスト・ユンガー [16]
- レオ・ケニー (Leo Kenney)[17]
- ジム・モリソン
- カルロス・サンタナ
- ハンター・S・トンプソン (Hunter S. Thompson)
- ジャン＝ポール・サルトル
- オルダス・ハクスリー